# 岩根あゆこ
岩根 あゆこ（いわね あゆこ、1983年3月7日 - ）は日本の元タレント、元グラビアアイドル。長野県出身。芸能活動期間中はレプロエンタテインメントに所属していた。
デビュー当初は浅倉あゆ子と名乗っていたが、2006年5月に姓を「浅倉」から「岩根」に変更、さらにその後に名を「あゆ子」から「あゆこ」に変更した。
2008年3月中旬に引退を発表、同月31日をもって引退した。

## 主な出演作品

### テレビドラマ
- 孤独の賭け～愛しき人よ～第1話（2007年4月12日、TBSテレビ）

### バラエティ
- BODY（TBSテレビ）
- お料理対決 遊クッKING（長野朝日放送）
- プレミアの巣窟（フジテレビ）
- 天使らんまん（毎日放送）
- すずきBの岩根あゆこ研究所（GyaOジョッキー）2007年3月9日生放送

### オリジナルビデオ
- ドリフト SPECIAL 〜Beauty Battle〜（監督 : 神野太 2007年）

### 映画
- XX（エクスクロス） 魔境伝説（2007年） - 物部静 役

### スチール
- 建設業年度末労働災害防止強調月間 ポスター（2007年）

## リリース作品

### 写真集
- Very Lemon（2007年4月20日、アスコム、撮影：井ノ元浩二）ISBN 978-4776204121

### DVD
- Baby Style Vol.1（岩根あゆ子名義）（2004年6月10日、イーネット・フロンティア）
- Impression（2007年1月24日、リバプール）
- あゆこ日和（2007年4月27日、リバプール）
- 美熱（2007年11月22日、イーネット・フロンティア）[1]
- ドリフト SPECIAL 〜Beauty Battle〜（2007年8月3日、ジェネオン）